# 泥江口镇
泥江口是湖南省益阳市赫山区辖下的一个镇。位于赫山区西南边陲，距益阳市区28公里，东邻石笋乡，南接樊家庙乡，西靠桃江县，北接新市渡镇。志溪河由南向北贯穿全境。总人口3.5万，总面积84平方公里。1824省道和洛湛铁路在此经过。

## 行政区划
桥头溪乡下辖以下地区：
泥江口社区、九二五社区、塘湾村、南坝村、荷叶塘村、杨家冲村、水口山村、杜溪村、蛇山村、岩子潭村、花门楼村、太阳庵村、石子塘村、谷塘村、泉山村、泥江口村、国庆村、苏家冲村、大栗树村、樊家庙村、水满冲村、大坝塘村、七里江村、先锋仑村、横堤村、九皇殿村、大桥冲村、黄獭桥村、七里仑村和游草塘村。